# 圣安东尼奥-达什阿雷亚什
圣安东尼奥-达什阿雷亚什是葡萄牙波塔莱格雷区的一个堂区。总面积35.91平方公里，总人口1261人，人口密度35.1人/平方公里。